# Flogsta, Kramfors kommun
Flogsta är ett område cirka två kilometer väster om centrala Kramfors i Västernorrlands län med i huvudsak en campingplats, ett klorbaserat utomhusbad och en fullstor fotbollsplan. En knapp kilometer åt sydost finns också en golfbana. 
Badet är öppet medan simhallen på Ådalshallen i centrum håller sommarstängt. Badanläggningen har en 20 meter lång vattenrutschkana (tillkommen år 1997), 50 meter lång bassäng med sex spalter/banor, barnbassäng, babypool, elektrisk torrbastu samt ett tillhörande minigolfområde, en beachvolleybollplan och en lekpark. Innan poolerna anlades, på 1970-talet, bestod Flogstabadet av en liten utgrävd damm till vilken vattnet leddes från den förbipasserande Kramforsån.